# Championnat du Gabon de football 1987
Navigation
Saison précédente Saison suivante
La saison 1987 du Championnat du Gabon de football est la onzième édition du championnat de première division gabonaise, le Championnat National. Il se déroule sous la forme d’une poule unique avec dix formations, qui s’affrontent à deux reprises, à domicile et à l’extérieur. En fin de saison, afin de permettre le passage du championnat de 10 à 12 équipes, le dernier du classement est relégué et remplacé par les trois meilleurs clubs de deuxième division.
C'est le FC 105 Libreville, double tenant du titre, qui remporte le championnat cette saison, après avoir terminé en tête du classement final, avec trois points d’avance sur l’AS Sogara. C'est le sixième titre de champion du Gabon de l'histoire du club, le troisième consécutif.

## Les clubs participants
| - USM Libreville - Vantour Club Mangoungou - Promu de D2 - FC 105 Libreville - AS Sogara - AS OPRAG Port-Gentil | - Locomotive FC - Shellsport FC - Petrosport FC - Ndella Energie - Cercle Sportif Batavéa |

## Compétition

### Classement
| Rang | Équipe                   | Pts | J  | G  | N | P  | Bp | Bc | Diff |
| ---- | ------------------------ | --- | -- | -- | - | -- | -- | -- | ---- |
| 1    | FC 105 LibrevilleT       | 27  | 18 | 12 | 3 | 3  | 42 | 18 | +24  |
| 2    | AS Sogara                | 24  | 18 | 10 | 4 | 4  | 33 | 18 | +15  |
| 3    | Shellsport FC            | 21  | 18 | 9  | 3 | 6  | 34 | 20 | +14  |
| 4    | Vantour Club MangoungouP | 21  | 18 | 7  | 7 | 4  | 31 | 23 | +8   |
| 5    | Petrosport FC            | 20  | 18 | 7  | 6 | 5  | 28 | 25 | +3   |
| 6    | USM LibrevilleC          | 20  | 18 | 8  | 4 | 6  | 21 | 18 | +3   |
| 7    | AS OPRAG Port-Gentil     | 15  | 18 | 6  | 3 | 9  | 20 | 31 | -11  |
| 8    | Locomotive FC            | 12  | 18 | 4  | 4 | 10 | 14 | 39 | -25  |
| 9    | Cercle Sportif Batavéa   | 11  | 18 | 4  | 3 | 11 | 15 | 29 | -14  |
| 10   | Ndella Energie           | 9   | 18 | 3  | 3 | 12 | 15 | 32 | -17  |

|  | Qualification pour la Coupe des clubs champions africains 1988         |
|  | Qualification pour la Coupe des Coupes 1988                            |
|  | Relégation directe en deuxième division                                |
|  | T : Tenant du titre C : Vainqueur de la Coupe du Gabon P : Promu de D2 |

### Matchs

#### Barrage de promotion-relégation
Le 9e de Championnat National, le Cercle Sportif Batavéa, affronte le 4e de deuxième division, le Delta FC en barrage de promotion-relégation. La formation de l’élite remporte le barrage et se maintient en première division.

## Bilan de la saison
| Championnat du Gabon de football 1987                             |                              |
| Champion                                                          | FC 105 Libreville (6e titre) |
| Coupes et trophées                                                |                              |
| Vainqueur de la Coupe du Gabon 1987                               | USM Libreville               |
| Qualifications continentales                                      |                              |
| Coupe d'Afrique des clubs champions 1988                          | FC 105 Libreville            |
| Coupe des Coupes 1988                                             | USM Libreville               |
| Promotions et relégations                                         |                              |
| Promus en Championnat National                                    | US Oyem                      |
| Promus en Championnat National                                    | AS Mangasport                |
| Promus en Championnat National                                    | AS Lowe                      |
| Relégués en Championnat du Gabon de football de deuxième division | Ndella Energie               |